# Форт-Холл (индейская резервация)

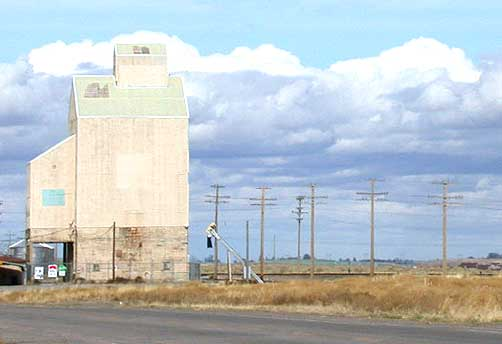
Зерновой элеватор в резервации Форт-Холл

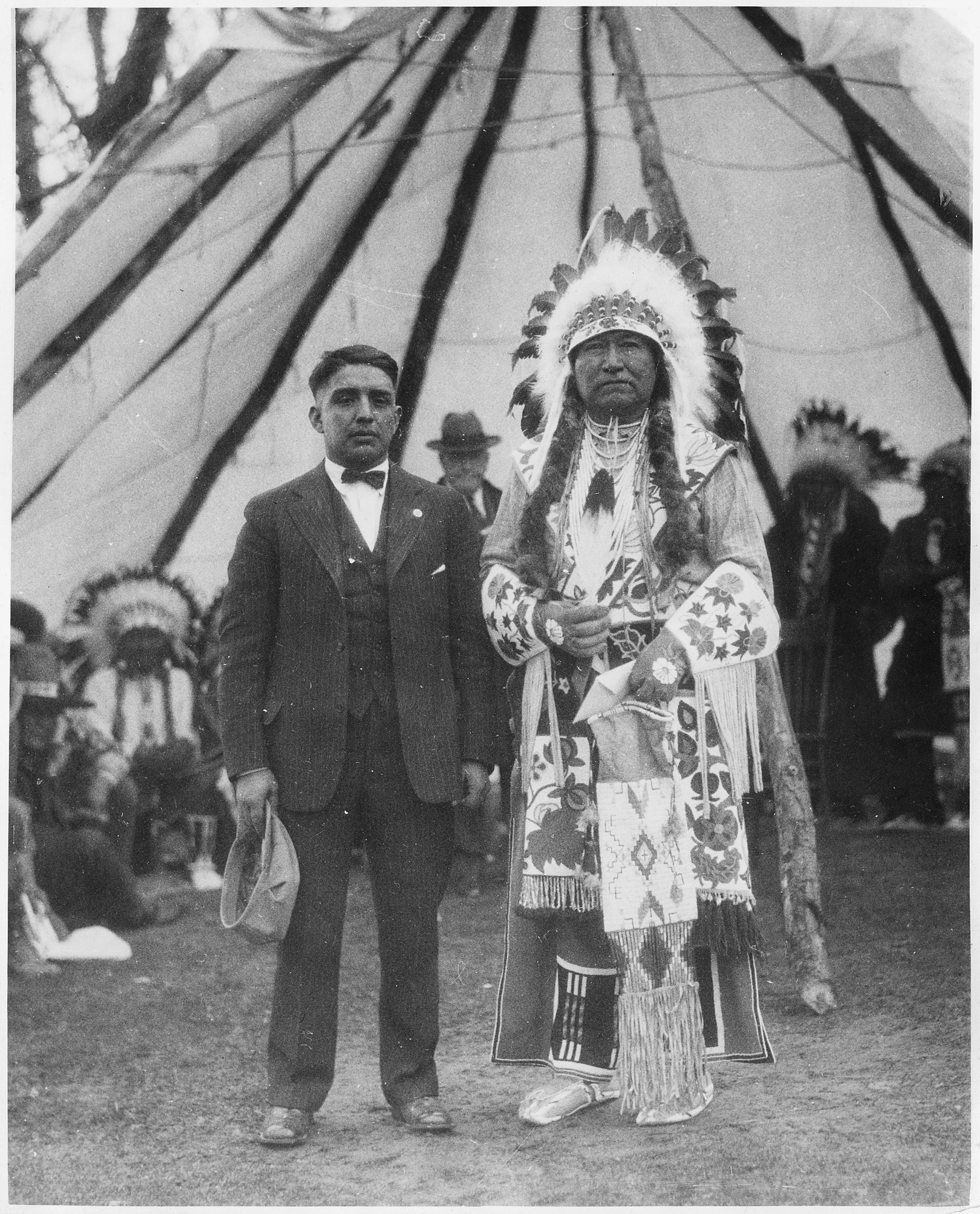
Вождь агайдека-шошонов Тендой и переводчик Джордж Лаватта в резервации Форт-Холл, ок. 1923 г.

Форт-Холл (англ. Fort Hall) — индейская резервация, расположенная на юго-востоке штата Айдахо.

## История
Северные шошоны и банноки проживали на юге штата Айдахо до появления первых белых людей, и до середины XIX века между ними не возникало конфликтов. С образованием Территории Юты в 1850 году и увеличением потока эмигрантов по Орегонской дороге напряжённость между индейцами и белыми стала возрастать. Животные переселенцев уничтожали траву в долине, караваны фургонов распугивали дичь — всё это обрекало шошонов и банноков на голод. Индейцы напали на несколько эмигрантских обозов, в ответ правительство США направило карательную экспедицию под руководством полковника Патрика Эдварда Коннора, которая окончилась резнёй северных шошонов на реке Бэр в 1863 году.
В 1867 году американское правительство образовало индейскую резервацию на юго-востоке Айдахо. Первоначальная площадь резервации составляла 7 300 км². Бойсе и бруно были первыми племенами северных шошонов, которые там поселились. Через год туда переселили банноков, похогуев, пенквитикка и каммитикка, а в 1907 году горные племена северных шошонов — агайдека и тукудека.
С 1868 по 1932 год федеральное правительство сократило территорию резервации на две трети, взяв часть для таких проектов, как железные и автомобильные дороги, и разрешив белым поселенцам селиться на территории резервации. Во время Второй мировой войны американское правительство взяло под свой контроль участок резервации площадью 13,35 км², который использовало в качестве авиабазы. Индейцам было обещано, что им вернут землю после войны, но вместо этого, федеральное правительство продало эту территорию за 1 доллар городу Покателло, который превратил её в региональный аэропорт.

## География
Площадь резервации составляет 2110,51 км², она расположена на юго-востоке штата Айдахо, в 32 км к северу и западу от города Покателло, и включает часть округов Бингем, Пауэр, Баннок и Карибу.
Через резервацию протекает река Бэннок-Крик.

## Демография
По данным переписи населения 2000 года, общая численность населения резервации составляла 5762 человека. Племя шошоны-банноки в 2010 году насчитывало 5315 зарегистрированных членов, и более половины из них проживают в резервации Форт-Холл.
В 2019 году в резервации проживало 5 850 человек. Расовый состав населения: белые — 2 140 чел., афроамериканцы — 14 чел., коренные американцы (индейцы США) — 3 481 чел., азиаты — 24 чел., океанийцы — 4 чел., представители других рас — 63 чел., представители двух или более рас — 124 человека. Плотность населения составляла 2,77 чел./км².